# 남일초등학교 (충남)
남일초등학교는 대한민국 충청남도 금산군에 있는 공립 초등학교이다.

## 학교 연혁
- 1929년 5월 1일 남일공립보통학교(4년제) 개교
- 1938년 4월 1일 남일공립심상소학교(6년제)로 개칭
- 1941년 4월 1일 남일공립국민학교로 개칭
- 1950년 5월 1일 남일국민학교로 개칭
- 1956년 3월 29일 금남국민학교(마장분교장) 분리
- 1959년 3월 31일 금일국민학교(신동분교장) 분리
- 1980년 5월 20일 병설유치원 개원
- 1995년 3월 1일 농/어촌 진흥지역 학교로 지정
- 1996년 3월 1일 남일초등학교로 개칭
- 1997년 3월 1일 금일분교장 편입
- 1998년 3월 1일 금일분교장 통합
- 2001년 3월 1일 대전어은초등학교 자매결연
- 2003년 3월 1일 대전석교초등학교 자매결연
- 2015년 2월 13일 제84회 졸업 (5,319명)

## 참고 자료
- 남일초등학교 - 한국교육학술정보원 학교알리미